# Horvati (Trešnjevka)
Horvati Zágráb városrésze Horvátországban, a főváros központjának nyugati részén. Ma Zágráb Trešnjevka – jug városnegyedéhez tartozik.

## Fekvése
Zágráb városközpontjától 3 km-re délnyugatra, a Savska cesta, a Selska cesta és a Zagrebačka sugárút által határolt síkvidéki területen fekszik.

## Története
A Horvati környékén felfedezett, az urnamezős kultúrához tartozó sírok azt bizonyítják, hogy ezen a területen már az i. e. 11. században indoeurópai eredetű földművelő népesség élt, amely ismerte a réz és a bronz megmunkálását.
A középkorban Trešnjevka területe kezdetben királyi birtok volt, a vármegye igazgatása alatt, de 1221-ben II. András király a területet a zágrábi káptalannak adományozta. 1242-ben IV. Béla király a terület keleti részét a mai Horvati területével együtt a Gradechoz csatolta. A terület e két része közötti határ, amely elsősorban a Črnomerec-patak folyását követte, alkalmi változásokkal lényegében 1945-ig Zagreb városának nyugati határa maradt. A késő középkorban a prédiális hűbérbirtokok fokozatosan jobbágyfalvakká váltak. Ez a folyamat még intenzívebbé vált az újkor elején, így a 18. század közepétől származó dokumentumok a mai Trešnjevka déli területén már említik Prečko, Horvati és Jarun falvakat.
A második katonai felmérés térképén „Horvati” néven található. Lipszky János 1808-ban Budán kiadott repertóriumában még nem szerepel. Nagy Lajos 1829-ben kiadott művében „Horváthi” néven 79 házzal és 662 katolikus lakossal találjuk. A 20. század folyamán területe egyre inkább beépült és integrálódott Zágráb városába. 1897-ben Horvátiban megépült az általános iskola, az első iskola a mai Trešnjevka területén. A két világháború közötti időszakban határozottan munkásnegyeddé alakult át.

## Oktatás
A városrész általános iskolája 1897-ben épült. Azelőtt az itteni tanulók a Samostanska utcában (ma Varšavska) található alsóvárosi iskolába jártak. 1901-ben az iskola kétszintes épületre történő bővítésével két új osztályteremmel négyosztályossá vált. 1910-ben újabb két új osztálytermet építettek hozzá, mellette igazgatói iroda, konyhát és portásfülke is létesült. A diákok és az osztályok száma folyamatosan növekedett, így 1927-ben az iskola már 12 osztállyal és 489 tanulóval rendelkezett. 1930 szeptemberében, 33 éves működés után az iskolát felosztották az Állami Népi Fiúiskolájává és az Állami Népi Leány Általános Iskolává. A második világháború idején az épület súlyosan megrongálódott. Az 1945/46-os tanévben az iskolába 500 tanuló járt, akiket 14 tanár tanított. Az 1953/54-es tanévben az iskola nyolcosztályosra bővült. 1960-ban az intézmény felvette a Ribar testvérek nevét. Ugyanekkor létesült az iskola sportparkja, röplabda, kosárlabda és kézilabda pályákkal, játszótérrel, az iskola körül pedig almafákat és nyírfákat ültettek. Az iskola homlokzata szintén felújításra került. Az iskolába 26 osztályba több mint ezer diák járt, így a pedagógusok alkalmanként 4 műszakban dolgoztak, és az órákat 40 percesre rövidítették le. 1964-ben a térséget a Száva árvize sújtotta. Az 1978/79-es tanévben az intézmény központi fűtést kapott. A délszláv háború idején az iskola 45 menekültnek nyújtott átmeneti szállást. Az intézmény mára megtette az előkészületeket egy új iskolaépület felépítésére.